# Nesozineus bisignatus
Nesozineus bisignatus är en skalbaggsart som beskrevs av Hoffmann 1984. Nesozineus bisignatus ingår i släktet Nesozineus och familjen långhorningar. Inga underarter finns listade i Catalogue of Life.